# Carex angustata
Carex angustata Boott es una especie de planta herbácea de la familia de las ciperáceas.

## Descripción
Esta especie crece a partir de un gran red de rizomas y no forma como muchas otras especies grupos de juncos. Los tallos alcanzan hasta un metro de altura máxima con estrechas hojas ásperas. La inflorescencia produce una espiga masculina y una o dos espigas femeninas, de unos pocos centímetros de largo. Las masculinas tienen flores de color oscuro con brácteas. El fruto está cubierto en un saco llamado perigynium que es de 2 o 3 milímetros de largo, nervado y, en general, de color verde o marrón pálido, a veces con manchas individuales de color rojo o púrpura.

## Distribución y Hábitat
Es nativa de la oeste de los Estados Unidos desde Washington e Idaho a California, donde crece en prados húmedos.

## Taxonomía
Carex angustata fue descrita por Francis M.B. Boott y publicado en Flora Boreali-Americana 2(11): 218. 1839.
Etimología
Ver: Carex
angustata; epíteto latino que significa "reducida, estrecha".
Sinonimia
- Carex acuta var. erecta Dewey
- Carex angustata var. strictior Dudley
- Carex auriculata L.H.Bailey
- Carex egregia Mack.
- Carex eurycarpa T.Holm
- Carex eurycarpa var. attenuata Kük.
- Carex eurycarpa var. oxycarpa (T.Holm) Kük.
- Carex oxycarpa T.Holm
- Carex stricta forma angustata (Boott) Kük.
- Carex stricta var. angustata (Boott) L.H.Bailey
- Carex stricta var. erecta (Dewey) C.F.Reed
- Carex strictior forma angustata (Boott) House[3][4][5]